# Canone di Tolomeo

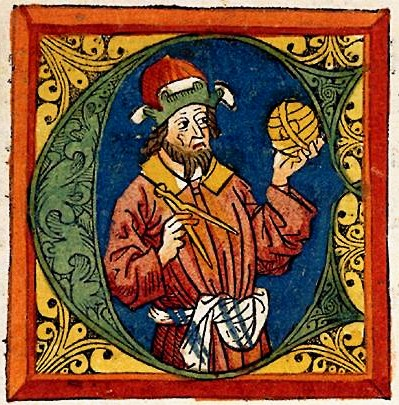
Claudio Tolomeo da un'edizione della Geografia del 1482

Il Canone di Tolomeo (conosciuto anche come Canone tolemaico o Canone dei re o ancora Canone regio) è una lista reale lunga quasi mille anni e relativa alla storia del Vicino Oriente antico. È costituita da liste di sovrani, ordinate in successioni dinastiche.

## Evoluzione storica
Conosciuto, in principio, come il "Canone dei re", fu stilato dagli antichi astronomi babilonesi per dare un riferimento temporale ai fenomeni celesti, come le eclissi, i solstizi e gli equinozi, o i passaggi di comete.
In seguito, nel II secolo dopo Cristo, l'astronomo greco Claudio Tolomeo di Alessandria riprese questi elenchi di sovrani e provvide a ricalcolarne la durata secondo l'anno vago del calendario egizio. Avvalendosi di calcoli astronomici, riuscì a stabilire con buona precisione la durata dei regni dei vari monarchi babilonesi e persiani succedutisi sul trono dell'antica Babilonia. L'anno vago dura sempre esattamente 365 giorni e perciò risulta più agevole avvalersi del canone per inquadrare temporalmente i fenomeni celesti

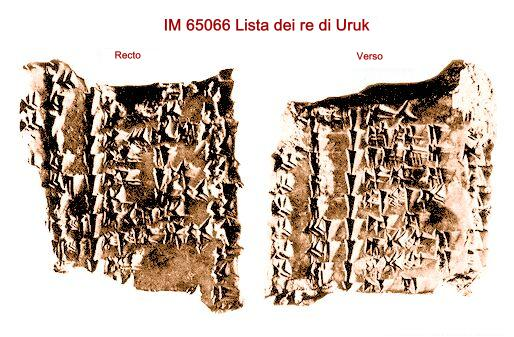
Lista dei re di Uruk

Questo breve documento è contenuto nelle Πρόχειροι κανόνες ("Tavole astronomiche manuali"), opera minore di Tolomeo ed è stato considerato la spina dorsale della cronologia del Vicino Oriente antico. Ha trovato la conferma della sua correttezza sostanziale, nel raffronto con tavolette in terracotta, come la "Lista dei re di Uruk"  o i "Diari astronomici", conservate nel Museo di Bagdad e nel British Museum.
Il Canone, nella sua stesura, prevedeva solo i sovrani regnanti per almeno un anno. In genere, l'anno in cui avveniva la morte era l'ultimo a portare il nome di un determinato re. Coloro il cui governo era inferiore ad un anno venivano ignorati.
Tolomeo aggiunse alle epoche originarie, e cioè, quella babilonese (747 a.C. - 539 a.C.), quella persiana (538 a.C. - 332 a.C.) e poi macedone (331 a.C. - 305 a.C.),  quelle del periodo tolemaico (304 a.C. - 30 a.C.) e del periodo romano (29 a.C. - 160). Quest'ultimo si concluse, e contemporaneamente anche il canone, con Antonino Pio, ultimo imperatore avvicendatosi durante la vita dell'astronomo alessandrino. Il canone, comunque, fu preso in considerazione anche da altri studiosi di astronomia, che lo inserirono nelle loro pubblicazioni, continuandone, per loro uso, l'aggiornamento

## Struttura

### Re assiro-babilonesi, 747 a.C. - 626 a.C.

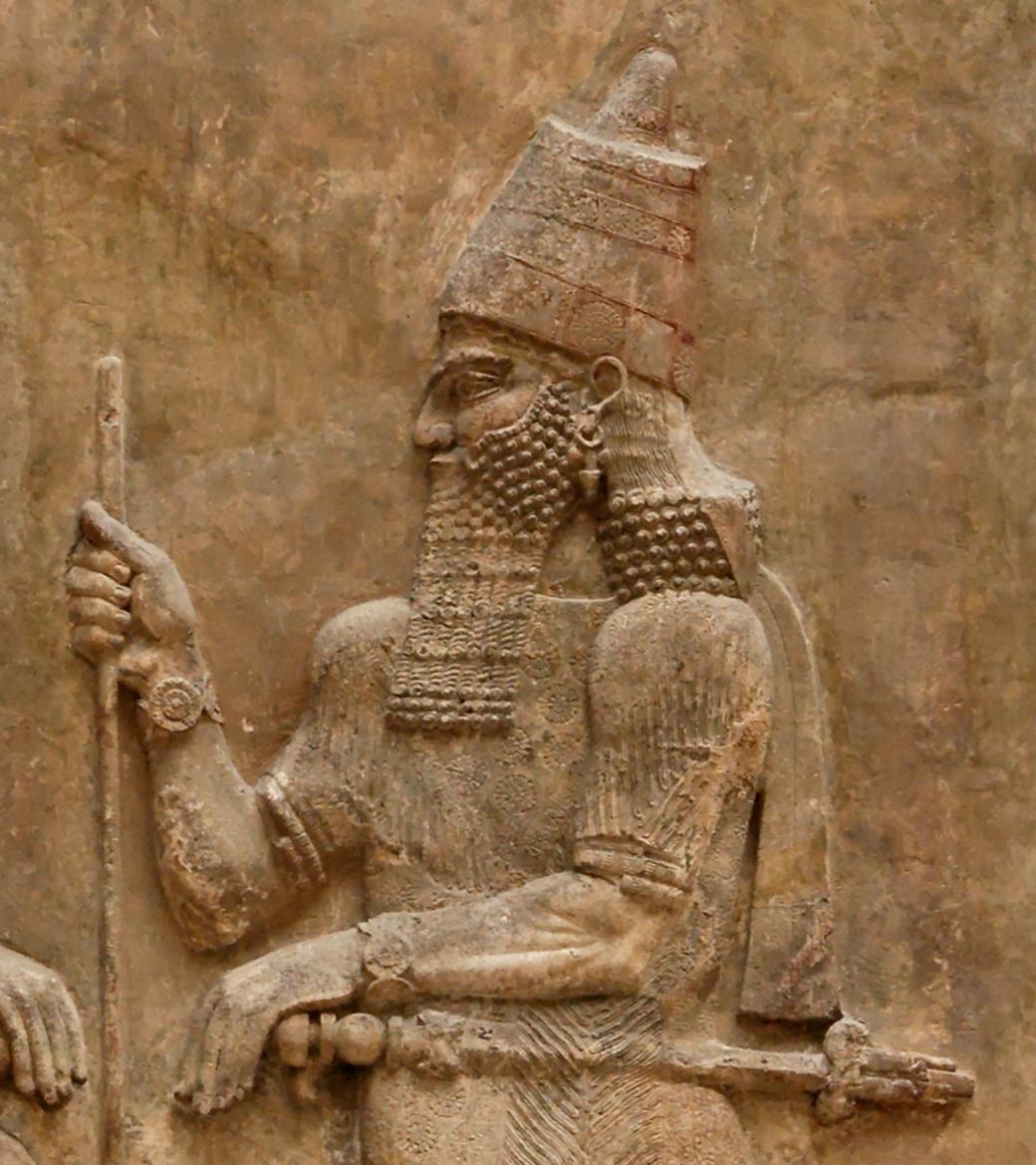
Sargon II (709 a.C. - 705 a.C.)

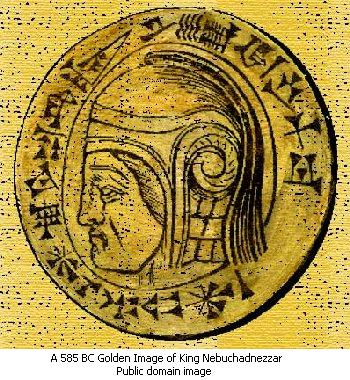
Nabucodonosor II
(604 a.C. - 562 a.C.)

- Nabonassar ( Nabonassáros ): 747 a.C. - 734 a.C.
- Nabu-Nadin-zeri ( Nadíos ): 733 a.C. - 732 a.C.
- Nabu-mukin-zeri ( Khinzêr ) e Pulu ( Póros ): 731 a.C. - 727 a.C.
- Ululas ( Iloulaíos ): 726 a.C. - 722 a.C.
- Marduk-apla-iddina II ( Mardokempádos ): 721 a.C. - 710 a.C.
- Sargon II ( Arkeanós ): 709 a.C. - 705 a.C.
- primo interregno: 704 a.C. - 703 a.C. (Marduk-Zakir-Šumi e Marduk-bl-iddin non sono stati riconosciuti dai Babilonesi)[1].
- Bel-Ibni ( Bilíbos ): 702 a.C. - 700 a.C.
- Ashur-Nadin-Shumi ( Aparanadíos ): 699 a.C. - 694 a.C.
- Nergal-ushezib ( Rhegebélos ): 694 a.C.
- Mushezib-Marduk ( Mesêsimordákos ): 692 a.C. - 689 a.C.
- secondo interregno: 688 a.C. - 681 a.C. (Sennacherib, che aveva distrutto Babilonia, non è stato riconosciuto dai Babilonesi)[1]
- Esarhaddon ( Asaradínos ): 680 a.C. - 668 a.C.
- Shamash-shum-ukin ( Saosdoukhínos ): 667 a.C. - 648 a.C.
- Kandalanu ( Kinêladános ): 647 a.C. - 626 a.C.

### Re neobabilonesi, 625 a.C. - 539 a.C.
- Nabopolassar ( Nabopolassáros ): 625 a.C. - 605 a.C.
- Nabucodonosor II ( Nabokolassáros ): 604 a.C. - 562 a.C.
- Amel-Marduk ( Illoaroudámos ): 561 a.C. - 560 a.C.
- Neriglissar ( Nêrigasolassáros ): 559 a.C. - 556 a.C.
- Nabonedo ( Nabonadíos ): 555 a.C. - 539 a.C.

### Re persiani, 538 a.C. - 332 a.C.
- Ciro: 538 a.C. - 530 a.C.
- Cambise: 529 a.C. - 522 a.C.
- Dario I: 521 a.C. - 486 a.C.
- Serse I: 485 a.C. - 465 a.C.
- Artaserse I: 464 a.C. - 424 a.C.
- Dario II: 423 a.C. - 405 a.C.

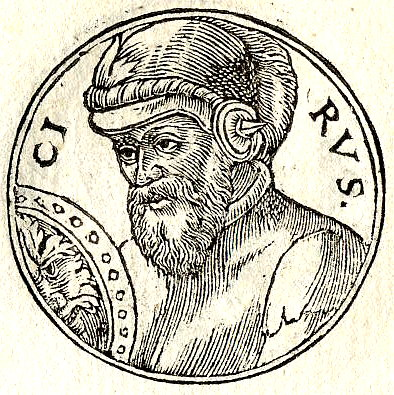
Ciro il Grande
(538 a.C. - 530 a.C.)

- Artaserse II: 404 a.C. - 359 a.C.
- Artaserse III ( Ochus ): 358 a.C. - 338 a.C.
- Arses ( Arogus ): 337 a.C. - 336 a.C.
- Dario III: 335 a.C. - 332 a.C.

### Re macedoni, 331 a.C. - 305 a.C.

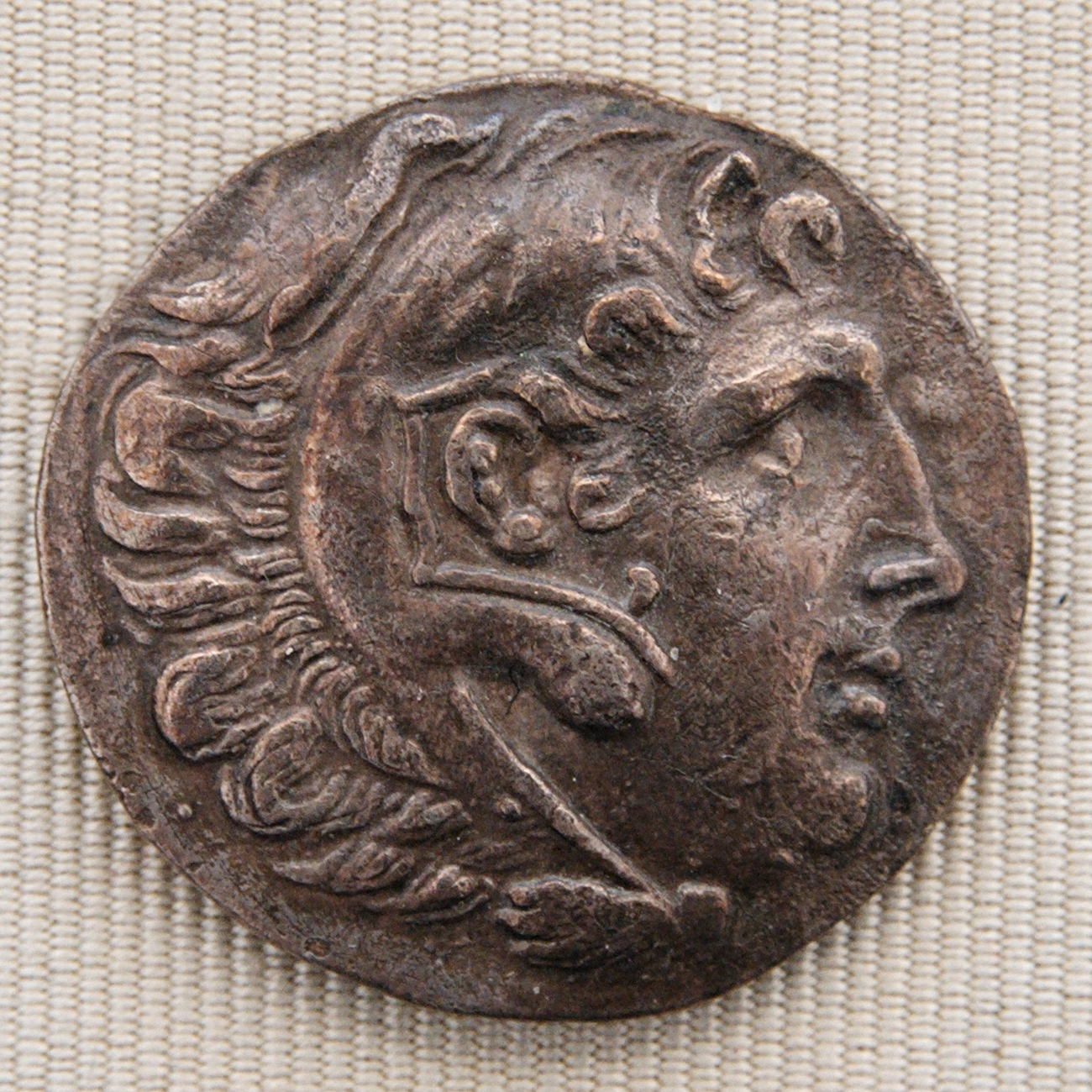
Alessandro Magno
(331 a.C. - 324 a.C.)

- Alessandro Magno: 331 a.C. - 324 a.C.
- Filippo III: 323 a.C. - 317 a.C.
- Alessandro IV 316 a.C. - 305 a.C.

### Tolomei d'Egitto, 304 a.C. - 30 a.C.

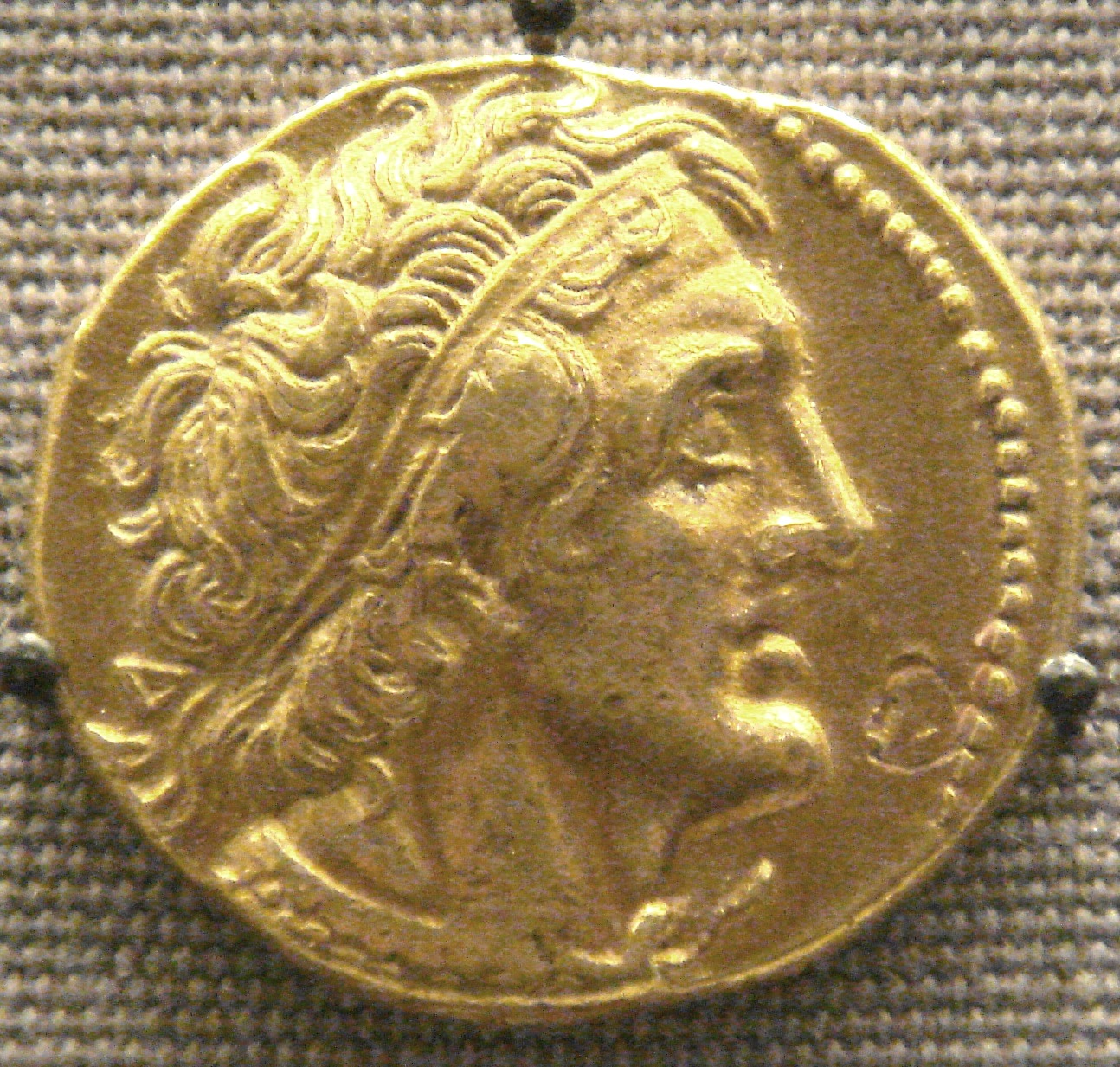
Tolomeo I Soter
(304 a.C. - 285 a.C.)

- Tolomeo I Soter ( Tolomeo, figlio di Lagus ): 304 a.C. - 285 a.C.
- Tolomeo II Filadelfo: 284 a.C. - 247 a.C.
- Tolomeo III Euergetes: 246 a.C. - 222 a.C.
- Tolomeo IV: 221 a.C. - 205 a.C.
- Tolomeo V Epifane:204 a.C. - 181 a.C.
- Tolomeo VI Filometore: 180 a.C. - 146 a.C.
- Tolomeo VIII Evergete II: 145 a.C. - 117 a.C.
- Tolomeo IX Soter II: 116 a.C. - 81 a.C.
- Tolomeo XII Neos Dioniso: 80 a.C. - 52 a.C.
- Cleopatra Thea Filopatore: 51 a.C. - 30 a.C.

### Imperatori romani, 29 a.C. - 160

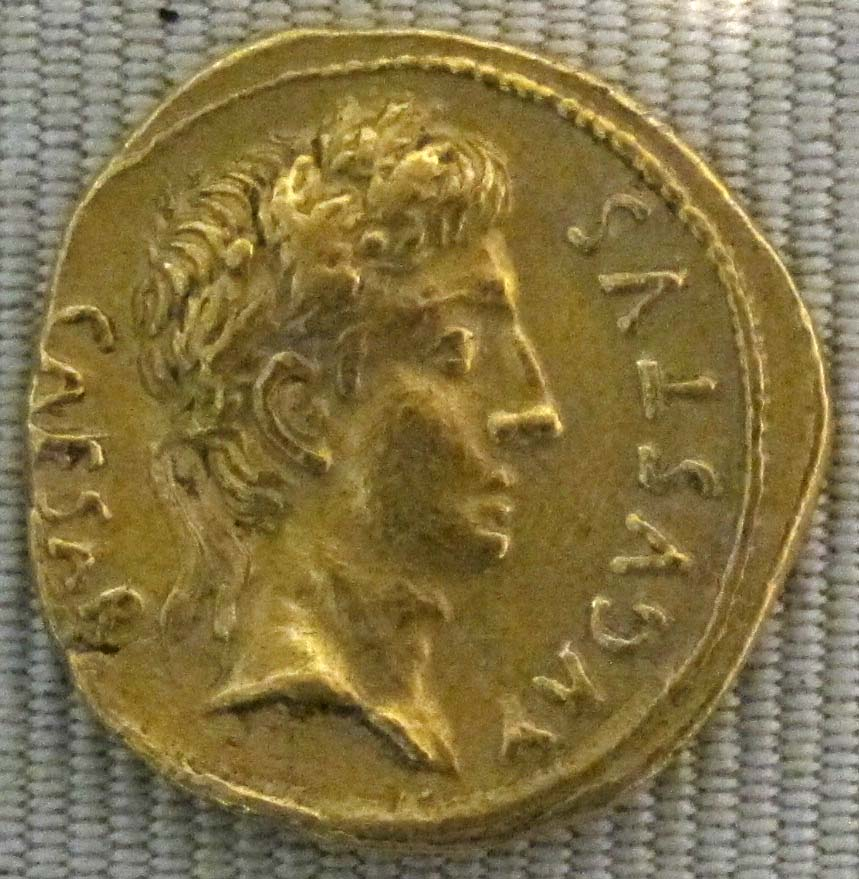
Augusto (29 a.C. - 14)

- Augusto: 29 a.C. - 14
- Tiberio: 15 - 36
- Gaio: 37 - 40
- Claudio: 41 - 54
- Nerone: 55 - 68
- Vespasiano: 69 - 78
- Tito: 79 - 81
- Domiziano: 82 - 96
- Nerva: 97
- Traiano: 98 - 116
- Adriano: 117 - 137
- Antonino Pio: 138 - 160